# Xyste
Un xyste ou xystos est un élément architectural, utilisé pour la première fois dans la Grèce antique. C'est un terme pour qualifier une salle ou un portique constituant une galerie couverte où s'exerçaient les athlètes dans les gymnases grecs et romains pendant l'hiver ou par temps de pluie. Xyste peut aussi qualifier — selon les Romains — une allée devant un portique délimitée par des rangées de grands arbres, de buis ou par des bordures fleuries.

## Toponymie
« Xystus » vient du mot grec xustos, ce qui signifie « lisse », en raison du parquet ciré du xyste. Xystus a été utilisé, par extension, pour se référer à l'ensemble du bâtiment comprenant le gymnase et le portique, comme les xystes de Jérusalem et d'Élis. Xyst est une alternative de xystus, et xystarche également. En Amérique du Nord, xystum est l'accusatif du nominatif xystus ; dans l'architecture moderne, xystum (en) a une signification différente de xystus.

## Xystes notables
- Le xyste de Jérusalem était un célèbre bâtiment érigé dans la période judéo-hellénistique probablement sous le règne d'Hérode[5].
- Le xyste d'Élis était un gymnase célèbre composé d'un vaste enclos entouré d'un mur. Le gymnase était de loin le plus important dans la Grèce antique, parce que tous les athlètes des Jeux olympiques étaient tenus de suivre une formation d'un mois avant l'ouverture des Jeux. Dans ce xyste, il y avait des endroits spéciaux pour les coureurs ; ces lieux ont été séparés les uns des autres par des platanes[6].